# Chiesa di Santa Maria Assunta (Borbiago)
La chiesa di Santa Maria Assunta, spesso indicata come santuario della Madonna Mora, è la parrocchiale di Borbiago, frazione di Mira, in città metropolitana e patriarcato di Venezia; fa parte del vicariato di Gambarare.

## Storia
La prima citazione della chiesa di Borbiago risale al 1152, quando papa Eugenio III conferma con una bolla i diritti del vescovo di Treviso sulla "plebem S. Theonisti de Burbiliago cum castro, portu, curte et pertinentiis suis". Successivamente dev'essere passata per un periodo sotto la giurisdizione dell'abbazia benedettina di Sant'Ilario, posta tra Gambarare e Malcontenta: è attestato infatti che nel 1260 i monaci restituirono la pieve di Borbiago e le sue cappelle (Vetrego, Ballò, Scaltenigo) alla diocesi di Treviso dalla quale dipenderà fino 1927.
In quel tempo territorio di Borbiago era al centro di continui conflitti e anche la chiesa ebbe bisogno di essere ricostruita. Il 25 marzo 1381 la chiesa fu riconsacrata dal vescovo di Feltre e Belluno Antonio de Nasseri; nei documenti si ricorda che il signore di Padova, Francesco detto il Vecchio da Carrara, devoto alla Vergine, diede un grande contributo economico. Il complesso (santuario e annesso convento) fu gestito dai benedettini fino al 1450, anno in cui subentrarono i carmelitani, che vi rimasero fino alla soppressione del convento del 1768.
Il santuario mariano fu costruito nel 1662 e, nel 1735, fu edificata la cripta.
La facciata in cotto della chiesa, risalente al 1940, riportò alcuni danni a causa di una tromba d'aria nel 1970. Fu così demolita e venne ripristinata la facciata odierna, come la si può vedere oggi.

## Il miracolo del pozzo
La devozione alla statua della Madonna esposta nella cripta posta sotto il presbiterio nasce da un miracolo, di cui non si hanno precise informazioni, e che è oggetto di discussione. Pare che una giovane fanciulla sordomuta si trovasse all'esterno della chiesa quando le apparve la Madonna che la esortava a chiamare i monaci del convento perché sul luogo esatto dove lei si trovava vi era sepolta una statua con la sua immagine; la ragazza miracolosamente riacquistò la parola, fece quanto le era stato ordinato dalla Vergine, e i monaci giunti sul luogo trovarono una statua in marmo della Madonna con una campana di bronzo sul capo. La statua fu portata all'interno della cripta edificata sotto il presbiterio, diventando un luogo di culto mariano. All'esterno, dove si trovava il pozzo, fu posta un'edicola votiva.
La tradizione però non trova perfettamente riscontro negli atti conservati nell'archivio della chiesa; la statua della Madonna col Bambino risulterebbe scolpita verso la fine del XV secolo da Andrea Briosco  mentre la costruzione della cripta sarebbe da identificare nel terzo decennio del secolo successivo.

## Decorazioni interne
- Una cappellina accoglie la immagine miracolosa della Madonna col Bambino: è una statua in pietra tenera policroma della fine del XV secolo, opera di Andrea Briosco.
- La grande tela ad olio del soffitto (m 11,20 x 4,65) con La Beata Vergine che consegna lo scapolare a San Simone Stock (carmelitano) dipinta da Gaspare Diziani tra il 1728 e il 1731.
- Pala con Gesù che appare a Santa Teresa d'Avila attribuito alla scuola di Palma il Giovane (XVII secolo).